# Pjotr Petrowitsch Kowalenko
Pjotr Petrowitsch Kowalenko (russisch Пётр Петрович Коваленко; * 10. Oktober 1942 in Sortawala; † 1993 in Sankt Petersburg) war ein sowjetischer Skispringer.

## Werdegang
Sein internationales Debüt gab Kowalenko bei der Vierschanzentournee 1963/64. Bereits beim Auftaktspringen auf der Schattenbergschanze in Oberstdorf landete er als Dritter auf seinem ersten Podestrang. Auch in Garmisch-Partenkirchen zeigte er mit dem siebenten Platz eine gute Leistung, bevor er auf der Bergiselschanze in Innsbruck als Elfter erstmals die Top 10 verpasste. Nachdem er in Bischofshofen schließlich nur auf den 17. Platz sprang, erreichte er in der Gesamtwertung den sechsten Rang.
Bei den Olympischen Winterspielen 1964 in Innsbruck belegte er von der Normalschanze nach guten Sprüngen den 12. Platz. Von der Großschanze landete er auf Rang 20.
Auch in seine zweite Vierschanzentournee 1964/65 startete Kowalenko erfolgreich. So stand er Zweiter in Oberstdorf erneut auf dem Podium und erreichte zudem die beste Einzelplatzierung seiner Karriere. Auch in Garmisch-Partenkirchen lag er als Vierter auf einem sehr guten Top-10-Platz und verpasste das Podest nur knapp. Jedoch brach er im Anschluss daran überraschend die Tournee ab und landete so nur auf dem 50. Gesamtrang. Im folgenden Jahr setzte er bei der Tournee aus.
Bei den Nordischen Skiweltmeisterschaften 1966 in Oslo gelang Kowalenko von der Großschanze nach Sprüngen auf 79 und 78 Meter der 11. Platz. Von der Normalschanze landete er bei 77 und 79,5 Metern und erreichte so Platz 18.
Bei der Vierschanzentournee 1966/67 konnte Kowalenko in Innsbruck noch einmal auf den 11. Platz springen. In der Gesamtwertung erreichte er Rang 15. Nachdem er ein Jahr später bei der Vierschanzentournee 1967/68 nur mittelmäßige Ergebnisse erzielte und die Tournee nur als 36. abschloss, beendete er seine aktive Skisprungkarriere. Nach seiner aktiven Karriere studierte Kowalenko Sport in Leningrad.

## Erfolge

### Vierschanzentournee-Platzierungen
| Saison  | Platz | Punkte |
| ------- | ----- | ------ |
| 1963/64 | 06.   | 830,2  |
| 1964/65 | 50.   | 592,6  |
| 1966/67 | 15.   | 782,1  |
| 1967/68 | 36.   | 709,8  |

### Schanzenrekorde
| Ort           | Land       | Weite               | aufgestellt am | Rekord bis     |
| ------------- | ---------- | ------------------- | -------------- | -------------- |
| Bischofshofen | Österreich | 100,5 m (HS: 140 m) | 6. Januar 1965 | 6. Januar 1965 |